# 山口那津男
山口 那津男（やまぐち なつお、1952年〈昭和27年〉7月12日 - ）は、日本の政治家、弁護士。公明党常任顧問。
衆議院議員（2期）、参議院議員（4期）、防衛政務次官（第51代）、新進党副幹事長、公明党参議院国会対策委員長、公明党政務調査会長、公明党代表（第3代）を歴任した。

## 来歴

### 生い立ち
茨城県那珂郡那珂湊町（那珂湊市を経て、現在はひたちなか市）に誕生、高等学校卒業まで日立市で育つ。父の秀男は日立市天気相談所所長、母の政子は小学校教員だった。妹がいる。日立市立中小路小学校、茨城大学教育学部付属中学校、茨城県立水戸第一高等学校卒業後、一浪を経て1972年東京大学文科一類に入学。弁護士を目指して司法試験の勉強を始める。年齢も入学年度も同じでともに弁護士志望だった魚住裕一郎と親友になり、しばしば喫茶店で社会問題を論じたという。1978年に二留を経て、東京大学法学部を卒業。

### 弁護士時代
1979年、26歳で司法試験に合格する。1982年、司法修習34期を修了し、東京弁護士会に弁護士登録した。司法修習の同期には伊東秀子、谷垣禎一、千葉景子、松野信夫らがいる。1988年3月から日本弁護士連合会調査室嘱託。

### 衆議院議員
神崎武法の誘いで1990年（平成2年）2月、第39回衆議院議員総選挙に旧東京10区から公明党公認で出馬し、初当選。1993年8月の第40回衆議院議員総選挙でも旧東京10区で再選。総選挙後に発足した細川内閣（細川護熙首相）では防衛政務次官に任命された。
1994年12月、公明党解党に伴い公明新党を経て新進党結党に参加。党「明日の内閣」安全保障副担当、党副幹事長などを歴任する。1996年10月の第41回衆議院議員総選挙では、東京17区から新進党公認で出馬したが、自民党公認の新人平沢勝栄に敗北し、落選した。その後1998年1月の新進党分党により、新党平和を経て公明党再結成に参加。1999年、自民党との自公連立政権形成（小渕恵三第2次改造内閣）により、政権与党となる。その翌年、2000年の第42回衆議院議員総選挙では再度平沢に敗北し、落選した。

### 参議院議員
2001年7月、第19回参議院議員通常選挙に東京都選挙区から公明党公認・保守党推薦で出馬し、参議院議員として初当選。2003年12月、党参議院国会対策委員長に就任。2004年6月には党参院政策審議会長に就任した。
2007年7月の第21回参議院議員通常選挙で再選。2008年8月、公明党代表太田昭宏の下で党政務調査会長に就任する。

### 公明党代表

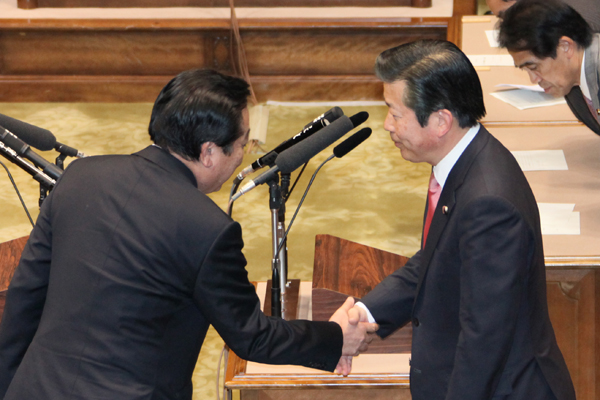
2012年2月29日、党首討論で野田佳彦内閣総理大臣と握手を交わす

2009年9月8日、民主党への政権交代が起き自公両党が下野した第45回衆議院議員総選挙で落選し党代表を辞任した太田の後任として、（野党第二党の党首として）公明党代表に就任（その8日後の9月16日、麻生内閣総辞職および鳩山由紀夫内閣成立）。なお、その20日後の9月28日、同じく総選挙で敗北した自民党の麻生太郎総裁も（太田と異なり、落選こそしなかったものの）引責辞任し、その後継に総裁選挙を経て谷垣禎一が就任した。2010年9月、党代表に無投票再選。2012年9月、党代表に無投票3選。また、同年の自民党総裁選挙で谷垣の任期満了に伴う後継として、安倍晋三が就任。
2012年12月16日の第46回衆議院議員総選挙では自民党が第一党に復帰し、公明党も議席を回復。自民党総裁の安倍晋三から自公連立政権の3年ぶりの再樹立を打診されたため、同月25日に安倍と連立合意文書を取り交わす。同月26日に野田佳彦第3次改造内閣総辞職により旧・民主党政権が終焉し、第2次安倍内閣が発足した。これに伴い、山口は与党第二党党首となった。
2013年1月、第2次安倍政権の与党幹部として初めて中国共産党中央委員会総書記習近平と会談し、内閣総理大臣安倍晋三から託された親書を手渡す。同年7月の第23回参議院議員通常選挙に公明党公認で出馬し、参議院議員として3選を果たした。2014年9月、党代表に無投票4選。2016年9月、党代表に無投票5選。2018年9月、党代表に無投票6選。2019年7月、第25回参議院議員通常選挙で4選。2020年9月27日の党大会で、無投票により7選。なお、（安倍首相の発病による辞任表明を受けて）この13日前の9月14日に行われた自民党総裁選挙で菅義偉が選出され、2日後の9月16日に首相就任、（第4次安倍第2次改造内閣総辞職に伴い）菅義偉内閣が発足。

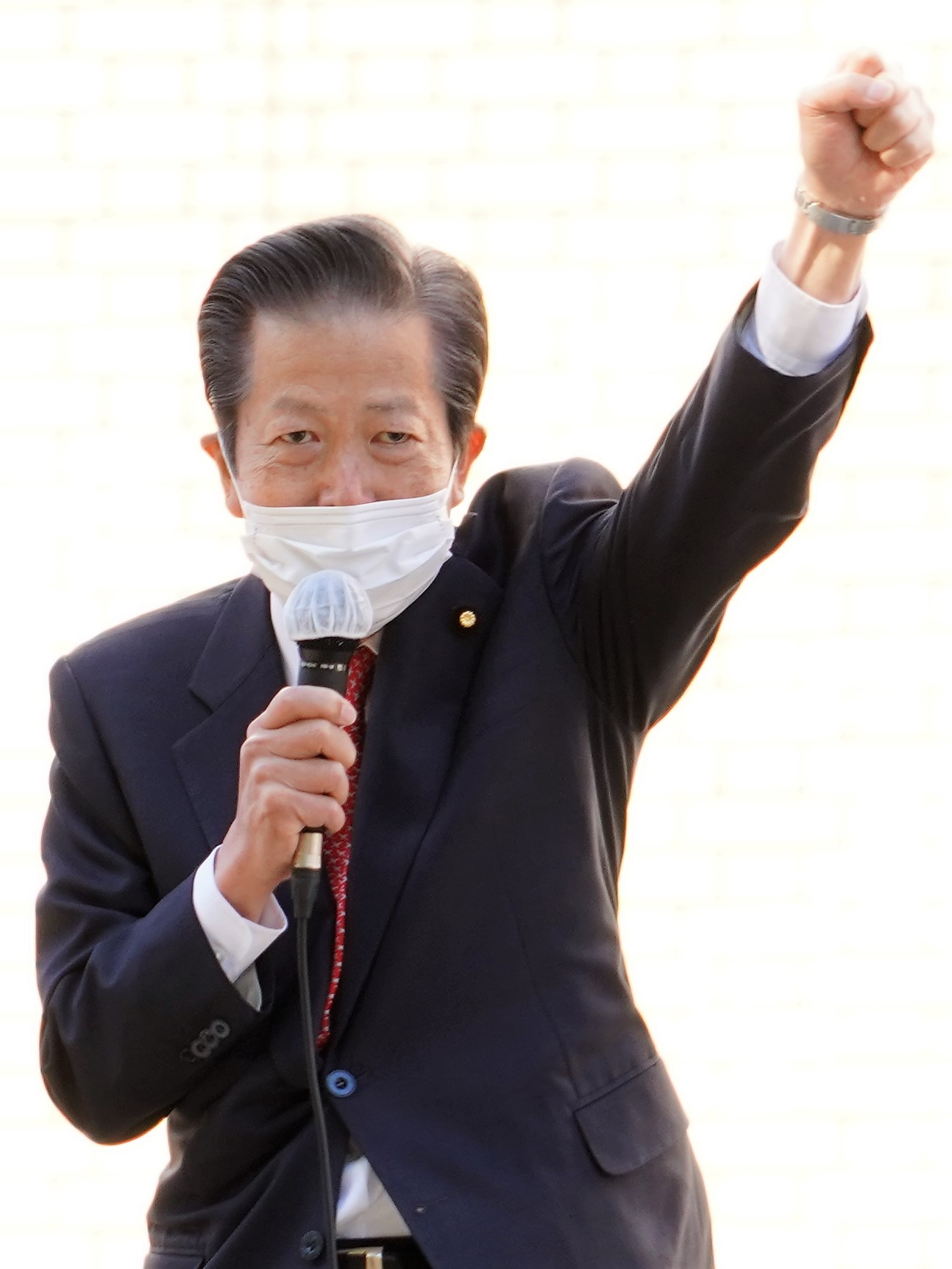
2021年10月24日、東京都大田区の大森駅東口にて

2022年9月、党代表に無投票で8選。山口は同年4月には公明党幹事長の石井啓一について「ぜひ次のリーダーに頑張ってもらいたい。一押しだ」と述べており、代表選に立候補せず石井に禅譲する可能性が取りざたされていたが、第26回参議院議員通常選挙での伸び悩みや安倍晋三銃撃事件・旧統一教会問題を受けての政権基盤の不安定化から、党内では翌年の統一地方選挙に向けて知名度が高く安定感のある山口の続投を望む声が高まっていた。
2024年9月10日、世代交代を促すことを理由に、同月18日に告示される党代表選挙に立候補しない意向を表明した。同月28日の党大会をもって代表の職を石井啓一に交代し、自らは党常任顧問に就任した。

### 政界引退
2025年6月20日、公明党の会合で同年7月に実施される予定の第27回参議院議員通常選挙に立候補せず、政界を引退することを表明した。

## 政策・主張
- 選択的夫婦別姓制度導入に賛成。
  - 最高裁判所が初の憲法判断を示す見通しになったことを受けて、「最高裁から断を下されて政治が動くのではなく、かつて法制審議会で合意形成されつつあったことからどうすべきなのかを自覚的に考え、議論するのは当然だ。私は肯定的だ」と述べた[19]。
  - また、「社会や家族の構造が変わり、女性のライフスタイルや価値観が多様化する中、若い世代を中心に夫婦別姓のニーズは高まっている」とも述べている[20]。
- LGBT理解増進法案成立に賛成[21]。
- 受動喫煙防止を目的とした健康増進法改正案に賛成。
  - 2017年3月2日の中央幹事会において、「喫煙を巡る国民の捉え方は大きく変わりつつある。政治が放置しておいてはならない。国際社会に通用する法整備が必要だ」と主張した[22]。
- 2019年の大連立構想について、一定の距離を保つ立場を採った[23]。
- 2020年9月12日、山口とジャーナリストの田原総一朗の対談を収録した『公明党に問う この国のゆくえ』（毎日新聞出版）が出版される。
  - その中で1999年10月の自自公連立政権（小渕恵三第2次改造内閣以後）への参加について「金融危機で政治を安定させる必要があった」と説明。
  - 野党に転落した第45回衆議院議員総選挙で、8つの小選挙区で同党候補全員が落選したことについては、「やるせない悔しさ」だったと振り返った。年金政策などで「公明党が福祉の党、平和の党と言いながら裏切ったことに批判の大半があった」と分析し、その上で、旧民主党政権で野党にとどまった理由を問われ、「（自身が防衛政務次官を務めた）細川（護熙）政権以来、民主党の人たちの大部分をよく知っていた。忍耐力や協調性に少々欠け、実現性が乏しく見える政策を掲げていた」と説明した。
  - 一方で連立政権を形成する自民党に対しても短所を指摘し、「（年金や失業対策などにおいて）国民の琴線に触れるような、地に足のついたアイデアは自民党からはなかなか出てこない」と苦言を呈している。「口を開けば、『憲法改正、日米同盟、安保法制』だ」とも指摘した。
  - 一方、新型コロナウイルス (COVID-19)の感染で、2020年の全国民への臨時定額給付金を当初の「1世帯30万円」から「1人10万円」に変更させた経緯を「国民の求めに政策が追いついていなかった」と振り返り、同様の主張をした自民党の二階俊博幹事長とは「連携がなかった」と語った[24]。
- 集団的自衛権についてかつては反対。
  - 1990年に山口が初当選したあと、二見伸明の事務所で「集団的自衛権の行使は、長い間にわたって政府が違憲と判断してきた。それを解釈改憲で認めることはできない」と語っていた。2015年の平和安全法制成立に際し、二見は当時を振り返り「弁護士らしく、筋の通った話でしたよ。それがなぜ、安倍政権の解釈改憲に賛成するのか。いつ変節してしまったのか。まったく理解できません」と批判している[25]。
- 世界平和統一家庭連合（旧統一教会）と自民党国会議員の関係について、「社会的に非難されたり、トラブルを抱えたりする団体に関わることは避けるべき」と主張。
  - 2022年7月29日の政府与党政策懇談会後に記者団の取材に応じ、公明党所属の地方議員が過去に、世界平和統一家庭連合（旧統一教会）の関連団体の行事に出席したと明らかにした。これについて「（旧）統一教会系の団体と認識しないで会合に参加したことがあったそうだ」と説明した上で、「社会的に非難されたり、トラブルを抱えたりする団体に関わることは避けるべきだ」と述べた[26]。
  - 2022年8月2日の記者会見では「公明党はほとんど関係を持たないが、自民党の中で関わりを持った人が、まずは説明責任を果たしていくことが大切だ。具体的にどういう関わりがあるのか、個別の状況に応じてきちんと説明すべきだ」と主張した[27]。
- 政治と宗教の関係について、宗教団体が価値観を政治過程に反映していくのは「民主主義の望ましい姿」と主張。
  - 政治と宗教の関係について問われた際、「信教の自由に基づいた政治活動の自由は憲法で保障されている」と話した上で、「宗教団体が選挙支援などを通じて価値観を政治過程に反映していくことは民主主義の望ましい姿だ」と述べた[28]。

## 現在の役職

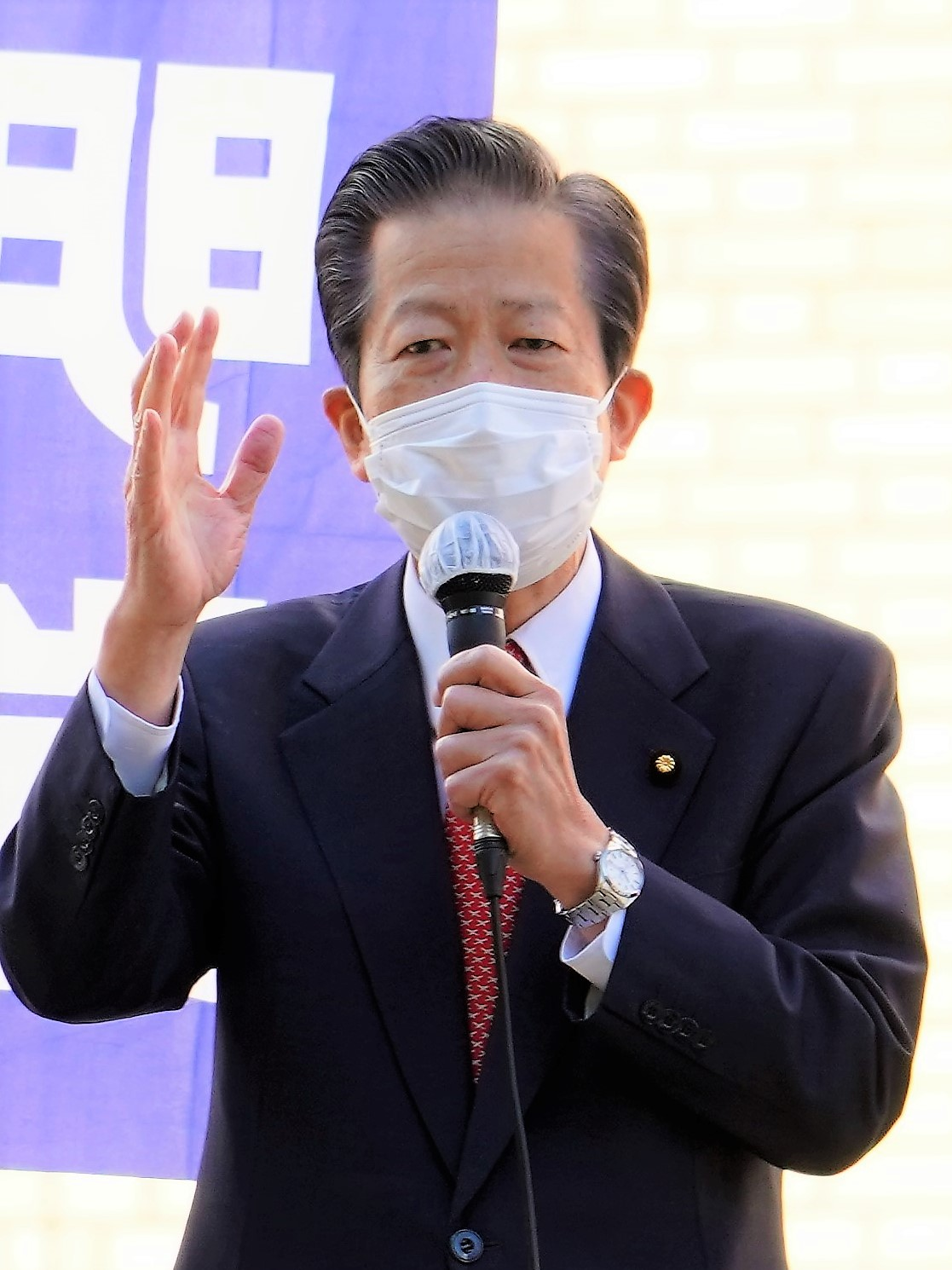
2021年10月24日、東京都大田区の大森駅東口にて

### 公明党
- 常任顧問
- 東京都本部顧問

### 参議院
- 外交防衛委員会委員
- 国家基本政策委員会委員

### 所属議員連盟
- 親学推進議員連盟（すでに解散）

## 人物
- 東京都葛飾区在住[29]。

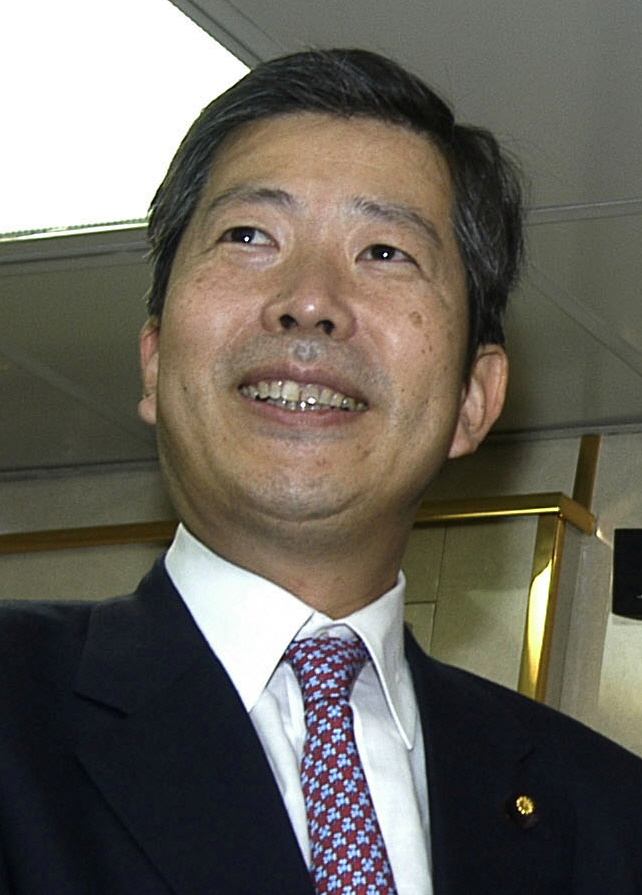
横須賀海軍施設にて（2005年2月12日）

- 野党時代（旧民主党政権下）から2024年まで約15年もの間、公明党の代表を務めていたが、支持母体である創価学会において中枢にいた経験はない[30]。
- 温厚な性格で知られる。太田昭宏など従来の公明党議員と比べてアクがなくソフトな外面で、これが代表に起用された大きな要因とされる。政治家としては必ずしも長所にはならず、人当たりの良さから「敵はいないが味方もいない」というのが永田町周辺の評である[31]。
- 中学生時代はブラスバンドに所属し、トロンボーンを担当した。現在でも自宅にマウスピースを保管しているという[PR 3]。また、子供の頃から歌を歌うことが好きで[32]、カラオケでも歌が上手いとされており[33]、フランク永井の『おまえに』『有楽町で逢いましょう』『君恋し』などが持ち歌である[33]。
- 座右の銘は、出身校・茨城県立水戸第一高等学校の校是でもある「至誠一貫」である[34]。
- 支持者の間やニコニコ生放送でのニックネームは「なっちゃん」[30][33]。2001年、第19回参議院議員通常選挙で初めて参院選に立候補した際には、支持者からナツミカンを模した金属製バッジを贈られた[35]。ナツミカンバッジは2013年の第23回参議院議員通常選挙でも装着された[PR 4]。

## 活動
- 1991年7月にベトナムとカンボジアを訪問した際、地雷で手足を失った子供たちと出会ったことをきっかけに、ライフワークとして地雷除去支援に取り組んでいる。
  - 「日本の対人地雷除去機の海外への持ち出しを『武器輸出三原則』の『武器扱い』から除外させ、アフガニスタンとカンボジアでの実証試験を成功に導いた」と述べている[PR 5]。
  - 日本国外で地雷除去活動を展開する山梨日立建機（現：日建）の代表取締役雨宮清からは「平和や国際貢献を叫ぶ政治家は大勢いますが、『現地の人々を幸せにする』との強い覚悟で一緒に汗を流してくれたのは山口さんだけ」と評されている[PR 6]。
- 2021年7月1日、結党100周年を迎えた中国共産党に対して祝電を送った[36][37]。

## 耐震偽装問題関連
2005年、「一級建築士らによるマンションの耐震強度偽装問題を事前に知っていたのではないか」とされる疑惑が報じられた。
読売新聞によれば、2005年11月、国土交通省がマンションなどの耐震強度偽装問題を公表する以前に、山口が同省の担当者に対し、「民間の確認検査機関の建築確認に問題があり、耐震強度が不足したマンションがあると聞いた」と話し、開発会社ヒューザー社長の小嶋進から事情を聞くよう求め、同省担当者に仲介を依頼している。この仲介の結果、11月9日、小嶋は同省建築指導課の課長補佐と面会していた。
国交省は取材に対し、山口の紹介で建築指導課の課長補佐が小嶋と会ったことを認めている。それによると、小嶋は11月9日、役員らとともに同課を訪れ、「建築確認は国の仕事であり、建築基準法に合わないマンションができたのは国の責任だ」などといったことを話し、国側を激しく批判したほか、11月15日にも元国土庁長官伊藤公介と面会をしていた。また、小嶋は自らの証人喚問の前に、山口の紹介で建築指導課の課長補佐と面会した事実を暴露していたが、証人喚問では小嶋は証言拒否を繰り返し、野党議員も内閣官房長官安倍晋三や小嶋との関係、公明党大田区議会議員と小嶋との関係などに追及の時間を費やしたため、山口と小嶋の関係が取り上げられることはなかった。

## 選挙歴
| 当落 | 選挙                     | 執行日         | 年齢 | 選挙区         | 政党   | 得票数     | 得票率 | 定数 | 得票順位 /候補者数 | 政党内比例順位 /政党当選者数 |
| ---- | ------------------------ | -------------- | ---- | -------------- | ------ | ---------- | ------ | ---- | ------------------ | ---------------------------- |
| 当   | 第39回衆議院議員総選挙   | 1990年02月18日 | 37   | 旧東京都第10区 | 公明党 | 13万9516票 | 18.69% | 5    | 3/13               | /                            |
| 当   | 第40回衆議院議員総選挙   | 1993年07月18日 | 41   | 旧東京都第10区 | 公明党 | 12万6772票 | 18.07% | 5    | 1/12               | /                            |
| 落   | 第41回衆議院議員総選挙   | 1996年10月20日 | 44   | 東京都第17区   | 新進党 | 6万3732票  | 29.40% | 1    | 2/6                | /                            |
| 落   | 第42回衆議院議員総選挙   | 2000年06月25日 | 47   | 東京都第17区   | 公明党 | 7万4633票  | 29.36% | 1    | 2/4                | /                            |
| 当   | 第19回参議院議員通常選挙 | 2001年07月29日 | 49   | 東京都選挙区   | 公明党 | 88万1314票 | 17.48% | 4    | 2/15               | /                            |
| 当   | 第21回参議院議員通常選挙 | 2007年07月29日 | 55   | 東京都選挙区   | 公明党 | 79万4936票 | 13.45% | 5    | 2/20               | /                            |
| 当   | 第23回参議院議員通常選挙 | 2013年07月21日 | 61   | 東京都選挙区   | 公明党 | 79万7811票 | 14.15% | 5    | 2/20               | /                            |
| 当   | 第25回参議院議員通常選挙 | 2019年07月21日 | 67   | 東京都選挙区   | 公明党 | 81万5445票 | 14.18% | 6    | 2/20               | /                            |

## 著書

### 単著
- 『なっちゃんの挑戦―元気な東京元気な日本』（2000年12月、鳳書院、ISBN 4-87122-117-2）

### 共著
- 『いま、公明党が考えていること』（共著者：佐藤優、2016年4月5日、潮出版社、ISBN 978-4-267-02050-6）
- 『公明党に問う この国のゆくえ』（共著者：田原総一朗、2020年9月12日、毎日新聞出版、ISBN 978-4-620-32651-1）
- 『公明党 その真価を問う』（共著者：佐藤優、2021年3月5日、潮出版社、ISBN 978-4-267-02270-8）
- 『今こそ問う 公明党の覚悟』（共著者：田原総一朗、2022年4月4日、毎日新聞出版、ISBN 978-4-620-32732-7）